# Oxborough dirk

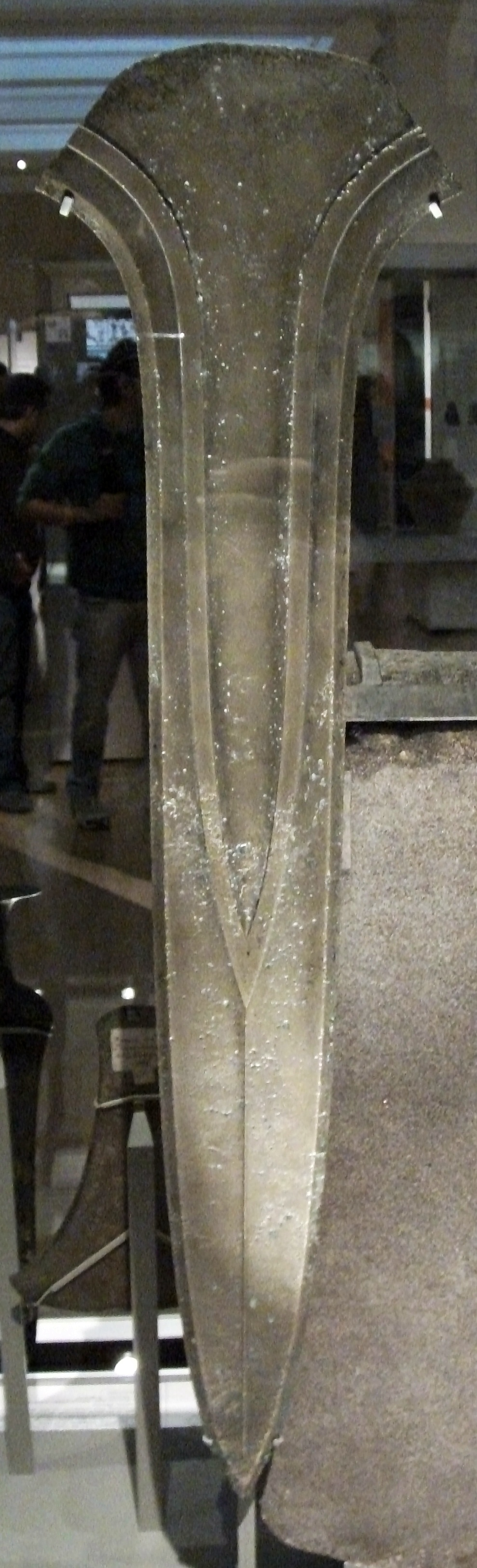
Dirk Oxborough in una vetrina del British Museum.

L'Oxborough dirk è un'arma bianca di grandi dimensioni con funzioni cerimoniali. Appartiene all'Età del bronzo e fu ritrovata nel 1988 nei pressi di Oxborough, Norfolk.
È uno di cinque grandi pugnali conosciuti nell'Europa Nord orientale. È datato al 1450 - 1300 a.C. Misura 70.9 cm di lunghezza e pesa 2.37 kg. È attualmente esposto al British Museum.